# Mireya Echeverría Quezada
Mireya Echeverría Quezada, född 31 maj 1984 i Chile, är en svensk journalist. Hon är bland annat chefredaktör för medieplattformen Kontext Press.

## Biografi
Echeverría Quezada är född i Chile och uppvuxen i Gävle. Hon är bland annat utbildad vid Biskops Arnö och Dramatiska institutet. Hon har arbetat med HBTQ-frågor och i hemtjänsten.
2013 startade hon sajten Rummet tillsammans med Camila Astorga Díaz, Valerie Kyeyune Backström och Judith Kiros. De beskrev sig själva som "en plattform för samtal, diskussion och analys för feminister och antirasister som rasifieras". 2015 gav Ordfront förlag ut boken Rummet som baserades på sajten.  Echeverría Quezada har gjort podcasten Hämndens timme på Expressen och Camila och Mireyas podcast  på Rummet.. 2015 var hon chefredaktör för tidskriften Bang. Echeverría Quezada är en av grundarna av och chefredaktör för medieplattformen Kontext Press. Sedan 2019 är hon programledare för RFSL:s podcast Q-studion. Hon producerar även Asylpodden för RFSL. År 2014 stod hon på Expressens lista över årets kvinnor, delad plats 58+59 tillsammans med Camila Astorga Díaz.